# Cruzália (kommun)
Cruzália är en kommun i Brasilien.   Den ligger i delstaten São Paulo, i den södra delen av landet, 800 km söder om huvudstaden Brasília. Antalet invånare är 2 270.
Följande samhällen finns i Cruzália:
- Cruzália

Trakten runt Cruzália består till största delen av jordbruksmark. Runt Cruzália är det glesbefolkat, med 19 invånare per kvadratkilometer.